# Tena Štivičić
Tena Štivičić (Zagreb, 5. rujna 1977.) je hrvatska dramatičarka. Piše na hrvatskom i engleskom jeziku. Njena obiteljska saga "Tri zime" (engl. Three winters) je 2014. praizvedena u londonskom Narodnom kazalištu (Royal National Theatre) i osvojila nagradu Susan Smith Blackburn, jedno od najvećih kazališnih priznanja.

## Životopis
Diplomirala je na Akademiji dramske umjetnosti u Zagrebu (odsjek: dramaturgija) 2001. magistrirala je na Goldsmiths Collegeu u Londonu. Kao dramaturginja radila je na projektima u kazalištima GDK Gavella, GK Trešnja, Mala scena i Kazalištu Ulysses. Potječe iz zagrebačke obitelji pisca Ive Štivičića. Od 2003. je živjela i radila u Londonu, a 2020. godine seli u Glasgow. 
2024. godine postaje ravnateljica drame Hrvatskog narodnog kazališta u Zagrebu.  

## Stvaralaštvo
Kao dramatičarka debitira 1999. dramom Nemreš pobjeć od nedjelje u režiji Tee Gjergjizi i izvedbi Zagrebačkog kazališta mladih. Drama je potom postavljena i u Mestnom gledališču u Sloveniji, u Raum Dreiunddreisigu u Švicarskoj, Ateljeu 212 u Srbiji, te 2010. godine u Ludens Teatru u Koprivnici i u Gradskom kazalištu Marina Držića u Dubrovniku. Izvedena je i kao radio-drama na hrvatskom, njemačkom i slovačkom radiju. 
Drama Fragile je izvedena u Hrvatskoj, Njemačkoj (više različitih produkcija), Sloveniji, Velikoj Britaniji, Turskoj, Austriji i Italiji. U Londonu je postavljena u prestižnom kazalištu Arcola Theatre, a u Ljubljani u Slovenskom mladinskom gledališču u režiji Matjaža Pograjca postavši hit predstava s preko 30 festivalskih gostovanja u zemlji i inozemstvu te osam osvojenih nagrada na raznim festivalima. Od nekoliko njemačkih produkcija teksta najuspješnija je bila ona premijerno izvedena 2011. godine u Staatstheater Stuttgart u režiji André Roesslera. Autorica je za Fragile dobila brojne nagrade uključujući prestižnu Europsku autorsku nagradu i Nagradu za inovativni tekst na festivalu Heidelberger Stückemarkt. 
Drama Krijesnice je praizvedena 2007. u režiji Janusza Kice i izvedbi Zagrebačkog kazališta mladih. Predstava je bila iznimno gledana i praćena dobrim kritikama. Gostovala je na festivalu nove Europske drame u Wiesbadenu. U njoj je jednu od svojih posljednjih uloga odigrao legendarni hrvatski glumac Vanja Drach. "Krijesnice" su uskoro postavljene i u Srbiji (Atelje 212, Beograd, režija: Tanja Mandić Rigonat), Bugarskoj (Mladežki Teatar Nikolai Binev, Sofija),  Sloveniji (Mestno gledališče ljubljansko, Ljubljana) te u desetak produkcija u Njemačkoj od čega je prva bila u Hessisches Staatheater Wiesbaden u režiji Tobias Materna 2009. godine.
Godine 2007. Štivičić piše jednočinku za omnibus drama Goldoni Terminus (Eduardo Erba/Tena Štivičić/Rui Zink) koje su premijerno izvedene na Venecijanskom bijenaleu. Po narudžbi ZKM-a 2009. piše dramu Sedam dana u Zagrebu za projekt Orient Express koji je okupio šest kazališta, članova Europske kazališne konvencije, te se izvodio na željezničkim postajama u nekoliko gradova regije. Ista drama je kasnije postavljena i u Crnoj Gori. Drama Nevidljivi je praizvedena 2011. u režiji Douglas Rintoula i produkciji Transport Theatre iz Londona i New Wolsey Theatre iz Ipswicha. U Hrvatskoj je premijerno izvedena nekoliko godina kasnije u GDK Gavella u režiji Matjaž Pograjca. Godine 2013. sudjeluje u međunarodnom koprodukcijskom projektu Europa za koji piše tekst zajedno s uglednim dramskim piscima kao što su Lutz Hübner, Malgorzata Sikorska-Miszczuk i Steve Waters, a u koprodukciji uglednih kazališta kao što su Repertoarno kazalište Birmingham (Velika Britanija), Državno kazalište Dresden (Njemačka), Poljsko kazalište Bydgoszcz (Poljska) i Zagrebačko kazalište mladih (Hrvatska). Predstavu je režirao Janusz Kica.
Velik uspjeh postiže 2014. praizvedbom drame Tri zime u londonskom Royal National Theatreu, jednom od najutjecajnijih svjetskih kazališta. Dramu je režirao ugledni engleski kazališni redatelj Howard Davies, trostruki dobitnik nagrade Olivier. Londonska praizvedba "Tri zime" je jedan od najvećih uspjeha suvremene hrvatske drame u svijetu, te konačna afirmacija autorice na londonskoj kazališnoj sceni. Štivičić je za dramu osvojila nagradu Susan Smith Blackburn koja se dodjeljuje dramskim spisateljicama s engleskog govornog područja. U Hrvatskoj predstavu režira Ivica Buljan u produkciji Hrvatskog narodnog kazališta u Zagrebu. Predstava postiže veliki uspjeh kod publike i kritike, te osvaja brojne nagrade na festivalima u zemlji i regiji. Drama je uspješno postavljena i u Austriji, Estoniji, Japanu, Njemačkoj, Švedskoj, Mađarskoj, Sloveniji i brojnim drugim zemljama. Također je doživjela brojna koncertna čitanja i amaterske produkcije u SAD-u, Irskoj i Engleskoj. 2021. godine praizvedena je njezina drama 64 u Ateljeu 212 u Beogradu, a koja se potom premijerno izvodi i u HNK Zagreb, a potom i u mnogim drugim kazalištima. 
Godine 2025. njezina drama "Raspršeni" praizvedena je u prestižnom berlinskom kazalištu Berliner Ensemble u režiji redateljice Laure Linnenbaum.
Štivičić je kolumnistica časopisa Zaposlena. Godine 2007. izdaje zbirku kolumni Odbrojavanje, 2010. drugu zbirku kolumni Vrag ne spava, a 2016. godine treću zbirku kolumni "Pepeljugino maslo". Godine 2008. izdaje zbirku drama Dvije i druge, 2015. zbirku drama Nevidljivi, a 2016. godine dramu Tri zime. Kao dramaturginja surađuje s redateljicom Lenkom Udovički i popularnim ljetnim Kazalištem Ulysses na istarskom otoku Mali Brijun.

#### Praizvedbe kazališnih drama
- 1999. Nemreš pobjeć od nedjelje, režija: Tea Gjergjizi, ZKM, Zagreb
- 2003. Dvije, režija: Snježana Banović, Atelje 212, Beograd
- 2005. Fragile, režija: Matjaž Pograjc, Slovensko mladinsko gledališče, Ljubljana
- 2007. Goldoni terminus (omnibus), režija: Toni Cafiero, Teatro Stabile di Sardegna, Italija/HNK Ivana pl. Zajca, Rijeka/Teatro Nacional D. Maria II, Lisabon
- 2007. Krijesnice, režija: Janusz Kica, ZKM, Zagreb
- 2009. Sedam dana u Zagrebu, režija: Tijana Zinajić, ZKM/Orient Express Project, Zagreb
- 2011. Nevidljivi, režija: Douglas Rintoul, Transport Theatre, London/New Wolsey Theatre, Ipswich
- 2013. Europa (omnibus), režija: Janusz Kica, ZKM, Zagreb (koprodukcija s kazalištima iz UK, Njemačke i Poljske)
- 2014. Tri zime, režija: Howard Davies, Royal National Theatre, London
- 2020. Nježniji spol (dio omnibusa Monovid-19), režija: Anica Tomić, ZKM
- 2020. Wednesday (kratka drama), režija: Finn Den Hertog, National Theatre of Scotland/BBC Scotland
- 2021. 64, režija: Alisa Stojanović, Atelje 212, Beograd, Srbija
- 2022. Kabaret Kaspar, režija: Marjan Nečak, SNG Ljubljana, Slovenija
- 2025. Raspršeni, režija: Laura Linnenbaum, Berliner Ensemble, Berlin, Njemačka

#### Praizvedbe drama za djecu
- 2001. Parsifal, režija: Ivica Šimić, Mala scena, Zagreb
- 2003. Pssst, režija: Željko Vukmirica, Kazalište Trešnja, Zagreb

#### Scenariji za dugometražne filmove
- 2003. Svjetsko čudovište, režija: Goran Rušinović

## Nagrade (nepotpun popis)
- 2000. Marin Držić (Ministarstvo kulture) za dramu "Nemreš pobjeć od nedjelje".
- 2006. Zlatni smijeh (Dani satire Fadila Hadžića) za dramu "Fragile".
- 2008. Europska autorska nagrada, (Heidelrberg Stuckemarket), za dramu "Fragile".
- 2008. Nagrada za inovativni dramski tekst, (Heidelrberg Stuckemarket), za dramu "Fragile".
- 2008. Marul (Marulićevi dani), za dramu "Krijesnice".
- 2008. Nagrada "Veljko Maričić" (Međunarodni festival malih scena) za dramaturgiju predstave "Pijana noć 1918."
- 2010. Marul (Marulićevi dani), za dramu "Fragile".
- 2015. Susan Smith Blackburn Prize, (Smith College), za dramu "Tri zime".
- 2015. Teatar.hr Nagrada Publike, u kategoriji Osoba godine.
- 2016. Red Danice hrvatske s likom Marka Marulića (Republika Hrvatska) za posebne zasluge u kulturi.
- 2016. Nagrada hrvatskog glumišta, (HDDU) za dramu "Tri zime".
- 2017. Marul (Marulićevi dani), za dramu "Tri zime".
- 2022. Marul (Marulićevi dani), za dramu "64".

## Broj kazališnih produkcija u razdoblju od 1999. do 2025. godine
Tena Štivičić je uz Miru Gavrana (koji ima približno petsto kazališnih premijera), Ivanu Sajko (koja broji sedamdesetak premijera svojih dramskih tekstova) i Ivora Martinića (koji broji šezdesetak kazališnih premijera) najizvođenija živuća hrvatska dramska autorica.
| Zemlja                 | Broj produkcija |
| ---------------------- | --------------- |
| Njemačka               | 15              |
| Hrvatska               | 14              |
| Slovenija              | 6               |
| Srbija                 | 5               |
| Engleska               | 3               |
| Italija                | 2               |
| Albanija               | 1               |
| Austrija               | 1               |
| Bugarska               | 1               |
| Crna Gora              | 1               |
| Kanada                 | 1               |
| Mađarska               | 1               |
| Švicarska              | 1               |
| Estonija               | 1               |
| Turska                 | 1               |
| Škotska                | 1               |
| Švedska                | 1               |
| Japan                  | 1               |
| UKUPAN BROJ PRODUKCIJA | 57              |